# Matt Ghaffari

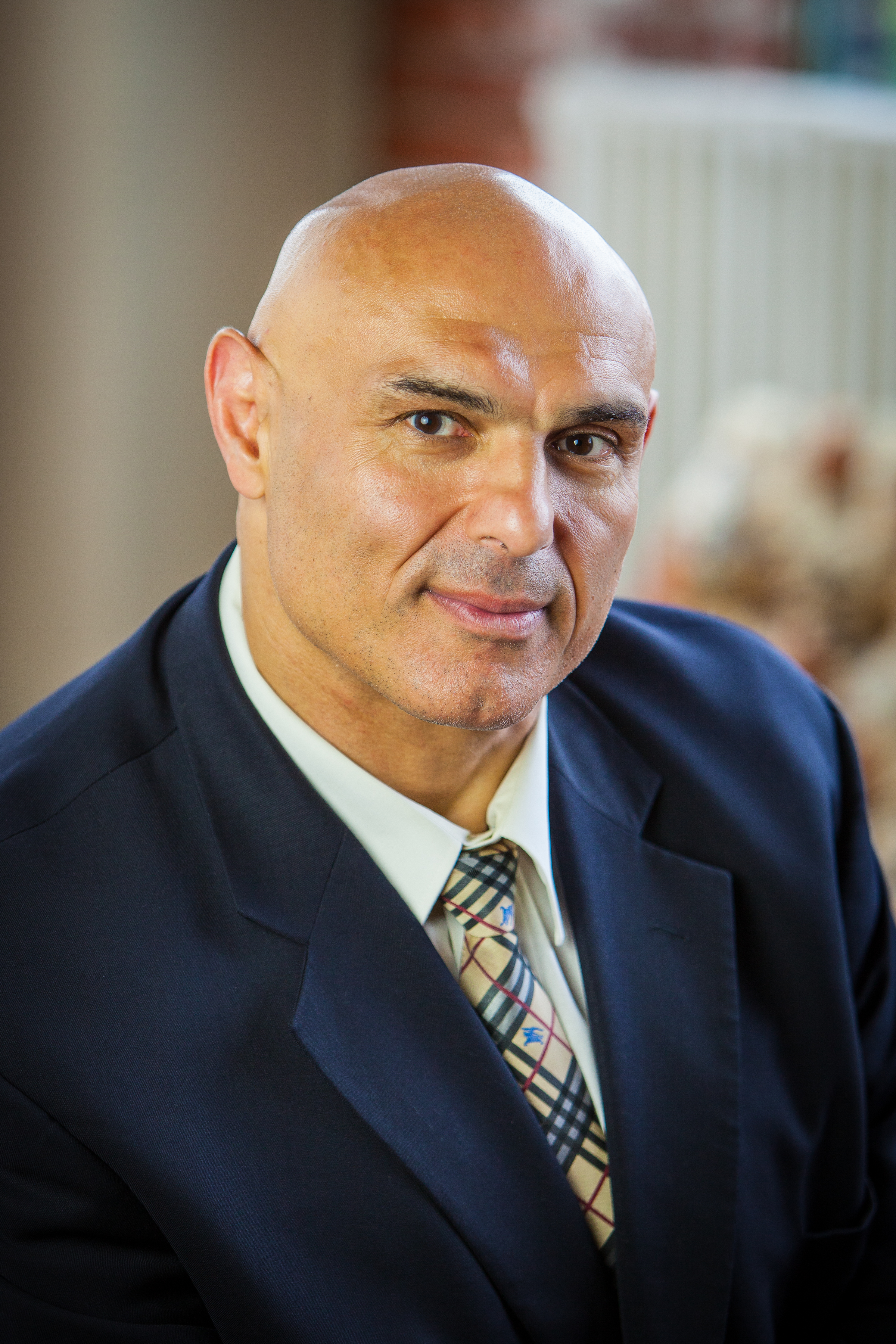
Matt Ghaffari (2016)

Siamak „Matt“ Ghaffari (* 11. November 1961 in Teheran, Iran) ist ein ehemaliger US-amerikanischer Ringer. Er war olympischer Silbermedaillengewinner 1996 in Atlanta und mehrfacher Vizeweltmeister im griechisch-römischen Stil im Superschwergewicht.

## Leben
Matt Ghaffari wurde im Iran geboren, kam aber schon als Kind in die USA. Er war zunächst in Paramus, New Jersey, ansässig und erlernte dort in der Oberschule das Ringen. Nach der Oberschule besuchte er 1983 und 1984 die Cleveland State University und setzte dort diesen Sport fort. Bei einer Größe von 1,93 Metern wuchs er schnell in das Superschwergewicht, das damals bis 130 kg Körpergewicht reichte, hinein. Nach dem Besuch der Cleveland State University wurde Matt Ghaffari Mitglied des wohl bekanntesten US-amerikanischen Ringervereins, den „Sunkist Kids“ in Phoenix. Dort wurde er von den Trainern Anatoli Petrosjan und Steve Fraser in die Weltklasse geführt, wobei er sich meist auf den griech.-röm. Stil konzentrierte, zu Beginn seiner Laufbahn gelegentlich aber auch im freien Stil antrat. Bereits 1984 qualifizierte er sich für die US-amerikanische Mannschaft für die Teilnahme an den Panamerikanischen Meisterschaften in Mexiko-Stadt. Er gewann dort im Superschwergewicht des griech.-röm. Stils vor Guillermo Díaz aus Mexiko und Juan M. Cruz Poquis aus Peru.
Danach folgte für Matt Ghaffari bei internationalen Meisterschaften eine Durststrecke von fünf Jahren. In diesen Jahren standen in den USA im griech.-röm. Stil Duane Koslowski und Craig Pittman und im freien Stil Bruce Baumgartner vor ihm. Im Jahre 1989 konnte er sich gegen seine US-amerikanischen Konkurrenten wieder durchsetzen und bei den Panamerikanischen Meisterschaften in Colorado Springs im griech.-röm. Stil erneut den Sieg erringen. Im Verlauf seiner Karriere wurde Matt insgesamt neunmal panamerikanischer Meister, darunter auch zweimal im freien Stil. 1990 wurde Matt auch für die Weltmeisterschaften in Rom im griech.-röm. Stil nominiert und dort erstmals von dem Russen Alexander Karelin besiegt, der in den nächsten fast zehn Jahren sein Hauptkonkurrent auf internationalen Meisterschaften blieb. Matt kam in Rom auf den 6. Platz.
Bei den Weltmeisterschaften 1991 in Warna lief es für Matt bedeutend besser als in Rom. Er überzeugte durch vier Siege und unterlag erst im Finale Alexander Karelin, forderte diesem bei seiner knappen 0:3 Punktniederlage aber alles ab.
Nachdem Matt bei den Panamerikanischen Meisterschaften 1992 in beiden Stilarten souverän siegte, fuhr er mit großen Hoffnungen zu den Olympischen Spielen nach Barcelona. Er traf dort aber sehr früh auf Alexander Karelin, gegen den er erneut verlor und deshalb früh ausschied. Er musste sich mit einem enttäuschenden 11. Platz begnügen.
Auch bei den Weltmeisterschaften 1993 in Stockholm und 1994 in Tampere kam Matt Ghaffari nicht in die Medaillenränge. In Stockholm schied er nach einer knappen 0:2-Punktniederlage gegen Alexander Karelin und einer umstrittenen Punktniederlage gegen den Schweden Tomas Johansson schon nach der zweiten Runde aus. Der Kampf gegen Karelin war dabei sehr lange vollkommen ausgeglichen. Keinem der Ringer gelang es eine technische Wertung zu erzielen. Erst gegen Ende des Kampfes machte Karelin den etwas offensiveren Eindruck und bekam dafür von den Kampfrichtern den 2:0-Punktsieg zugesprochen.
1995 gewann Matt dann bei den Weltmeisterschaften in Prag im griech.-röm. Stil endlich wieder eine Medaille. Er war im Halbfinale gegen Alexander unterlegen, besiegte aber im Kampf um die Bronzemedaille den Moldauer Sergei Mureiko sicher nach Punkten. Bei den Olympischen Spielen 1996 in Atlanta gewann Matt dann die erhoffte olympische Medaille. Er hatte sich bis in das Finale durchgekämpft und unterlag dort wieder gegen Alexander Karelin. Wobei diesem ein technischer Punkt, den er gleich zu Beginn des Kampfes durch einen Bodenreißer erzielt hatte, zum Sieg reichte.
1997 konnte sich Matt nicht für US-amerikanische Mannschaft, die an den Weltmeisterschaften teilnahm, qualifizieren. Ein junger, bisher unbekannter, etwas dicklich erscheinender junger Ringer names Rulon Gardner besiegte ihn ganz überraschend. Dieser Rulon Gardner sollte aber noch Ringergeschichte schreiben. 1998 konnte sich Matt Ghaffari dann noch einmal für die Weltmeisterschaften qualifizieren. In Gävle/Schweden stand er im Finale wieder Alexander Karelin gegenüber, dem diesmal ein Schultersieg über Matt gelang.
Im Jahr 2000 wollte sich Matt, inzwischen schon 39 Jahre alt, noch einmal für die US-amerikanische Olympiamannschaft qualifizieren. In den Ausscheidungskämpfen dazu unterlag er aber wieder gegen Rulon Gardner. Rulon Gardner sorgte dann bei den Olympischen Spielen in Sydney für die Sensation, als er im Finale den fast dreizehn Jahre lang ungeschlagenen Alexander Karelin nach Punkten besiegte und Olympiasieger wurde.
Matt Ghaffari beendete im Jahre 2000 seine internationale Ringerkarriere. Er hatte schon während seiner aktiven Zeit als Ringertrainer an Universitäten und bei den Sunkist Kids gearbeitet. Er war auch journalistisch tätig und ist jetzt freiberuflicher Sprecher und Finanzberater.

## Wettkampfbilanz (Übersicht)
| Jahr | Turnier                                | Ort              | Platz | Stilart            | Gewichtsklasse     |
| ---- | -------------------------------------- | ---------------- | ----- | ------------------ | ------------------ |
| 1984 | Panamerikanische Meisterschaften       | Mexiko-Stadt     | 1     | griechisch-römisch | Superschwergewicht |
| 1989 | Panamerikanische Meisterschaften       | Colorado Springs | 1     | griechisch-römisch | Superschwergewicht |
| 1990 | Panamerikanische Meisterschaften       | Colorado Springs | 1     | griechisch-römisch | Superschwergewicht |
| 1990 | Panamerikanische Meisterschaften       | Colorado Springs | 1     | Freistil           | Superschwergewicht |
| 1990 | Weltmeisterschaften                    | Rom              | 6     | griechisch-römisch | Superschwergewicht |
| 1990 | Weltcup                                | Göteborg         | 1     | griechisch-römisch | Superschwergewicht |
| 1990 | Internationales Turnier                | Pittsburgh       | 2     | griechisch-römisch | Superschwergewicht |
| 1991 | Panamerikanische Meisterschaften       | Colorado Springs | 1     | griechisch-römisch | Superschwergewicht |
| 1991 | Panamerikanische Spiele                | Havanna          | 1     | griechisch-römisch | Superschwergewicht |
| 1991 | Weltmeisterschaften                    | Warna            | 2     | griechisch-römisch | Superschwergewicht |
| 1991 | Weltcup                                | Thessaloniki     | 1     | griechisch-römisch | Superschwergewicht |
| 1992 | Panamerikanische Meisterschaften       |                  | 1     | Freistil           | Superschwergewicht |
| 1992 | Panamerikanische Meisterschaften       |                  | 1     | griechisch-römisch | Superschwergewicht |
| 1992 | Olympische Sommerspiele                | Barcelona        | 11    | griechisch-römisch | Superschwergewicht |
| 1993 | Weltcup                                | Heinola          | 3     | griechisch-römisch | Superschwergewicht |
| 1993 | Weltmeisterschaften                    | Stockholm        | 11    | griechisch-römisch | Superschwergewicht |
| 1994 | FILA Grand Prix                        | Koblenz          | 1     | griechisch-römisch | Superschwergewicht |
| 199  | Weltmeisterschaften                    | Tampere          | 6     | griechisch-römisch | Superschwergewicht |
| 1994 | Weltcup                                | Kecskemét        | 1     | griechisch-römisch | Superschwergewicht |
| 1995 | Panamerikanische Spiele                | Mar del Plata    | 1     | griechisch-römisch | Superschwergewicht |
| 1995 | Weltmeisterschaften                    | Prag             | 3     | griechisch-römisch | Superschwergewicht |
| 1995 | Weltcup                                |                  | 1     | griechisch-römisch | Superschwergewicht |
| 1996 | Panamerikanische Olympiaausscheidungen | Cali             | 1     | griechisch-römisch | Superschwergewicht |
| 1996 | Olympische Sommerspiele                | Atlanta          | 2     | griechisch-römisch | Superschwergewicht |
| 1998 | Weltmeisterschaften                    | Gävle            | 2     | griechisch-römisch | Superschwergewicht |

## US-amerikanische Meisterschaften
Matt Ghaffari gewann sechsmal die US-amerikanische Meisterschaft im griech.-röm. Stil und einmal im freien Stil.

## Internationale Erfolge
(OS = Olympische Spiele, WM = Weltmeisterschaften, F = freier Stil, GR = griech.-röm. Stil. SS = Superschwergewicht, damals bis 130 kg Körpergewicht)
- 1984, 1. Platz, Panamerikanische Meisterschaften in Mexiko-Stadt, GR, SS, vor Guillermo Diaz, Kuba u. Juan M. Cruz Poquis, Peru;
- 1989, 1. Platz, Panamerikanische Meisterschaften in Colorado Springs, GR, SS, vor Wilfredo Pelayo Garcia, Kuba u. Fernando Luciena, Venezuela;
- 1990, 1. Platz, Panamerikanische Meisterschaften in Colorado Springs, GR, SS, vor Andrew Borodow, Kanada u. Adel Neufal, Kuba;
- 1990, 1. Platz, Panamerikanische Meisterschaften in Colorado Springs, F, SS, vor Domingo Mesa, Kuba u. Andrew Borodow;
- 1990, 6. Platz, WM in Rom, GR, SS, hinter Alexander Karelin, Sowjetunion, Tomas Johansson, Schweden, Rangel Gerowski, Bulgarien, Alexander Neumüller, Österreich u. László Klauz, Ungarn;
- 1990, 1. Platz, World Cup in Göteborg, GR, SS, vor Sergei Mureiko, Sowjetunion, Abdullah Azizi, Iran u. Wolfredo Pelayo Garcia;
- 1990, 2. Platz, Grand Master of Olympia Wrestling in Pittsburgh, GR, SS, hinter Alexander Karelin;
- 1991, 1. Platz, Panamerikanische Spiele in Havanna, GR, SS, vor Wilfredo Pelayo Garcia, Andrew Borodow u. Edwin Milet Martinez, Mexiko;
- 1991, 2. Platz, WM in Warna, GR, SS, hinter Alexander Karelin u. vor Rangel Gerowski, László Klauz, Jerzy Choromanski, Polen u. Jeff Thue, Kanada;
- 1991, 1. Platz, World Cup in Thessaloniki, GR, SS, vor Sergei Mureiko u. Hassan El Haddad, Ägypten;
- 1992, 1. Platz, Panamerikanische Meisterschaften, F, SS, vor Andrew Borodow, Rodney Figueroa Lankgan, Puero Rico u. Candido Mesa;
- 1992, 1. Platz, Panamerikanische Meisterschaften, GR, SS, vor Andrew Borodow u. Candido Mesa;
- 1992, 11. Platz, OS in Barcelona, GR, SS, Sieger: Alexander Karelin vor Tomas Johansson u. Ioan Grigoraș, Rumänien;
- 1993, 3. Platz, World Cup in Heinola, GR, SS, hinter Juha Ahokas, Finnland u. László Klauz u. vor Andrei Grischin, Russland;
- 1993, 11. Platz, WM in Stockholm, GR, SS, nach Niederlagen gegen Alexander Karelin u. Tomas Johansson;
- 1994, 1. Platz, Großer Preis der BRD in Koblenz, GR, SS, vor Adrian Alionte, Schweden, Andrei Grischin, Raymund Edfelder u. René Schiekel, beide BRD;
- 1994, 6. Platz, WM in Tampere, GR, SS, hinter Alexander Karelin, Héctor Milián, Kuba, Pjotr Kotok, Ukraine, Tomas Johansson u. Mile Radakovic, Bosnien und Herzegowina:
- 1994, 1. Platz, World Cup in Kecskemét/Ungarn, GR, SS vor Pjotr Kotok, Csaba Gereny, Ungarn u. Yuan Damao, Volksrepublik China;
- 1995, 1. Platz, Panamerikanische Spiele in Mar del Plata, GR, SS, vor Edwin Millet Martinez u. Andrew Borodow;
- 1995, 3. Platz, WM in Prag, GR, SS, hinter Alexander Karelin u. Sergei Mureiko, Moldawien u. vor Juha Ahokas, Juri Ewseitschik, Ukraine u. Tomas Johansson;
- 1995, 1. Platz, World Cup, GR, SS, vor Héctor Milián, Andrei Grischin, René Schiekel u. Adil Kharibow, Kasachstan;
- 1996, 1. Platz, Panamerikanische Olympiaausscheidung in Cali, GR, SS, vor Guillermo Diaz u. Nelson Casales, Mexiko;
- 1996, Silbermedaille, OS in Atlanta, GR, SS, hinter Alexander Karelin u. vor Sergei Mureiko, Pjotr Kotok, Panagiotis Pikilidis, Griechenland u. René Schiekel;
- 1998, 2. Platz, WM in Gävle/Schweden, GR, SS, hinter Alexander Karelin u. vor Juri Ewseitschik, Mirian Giorgadse, Georgien, Heorhij Soldadse, Ukraine und Sergei Mureiko